# Християнство в Японії

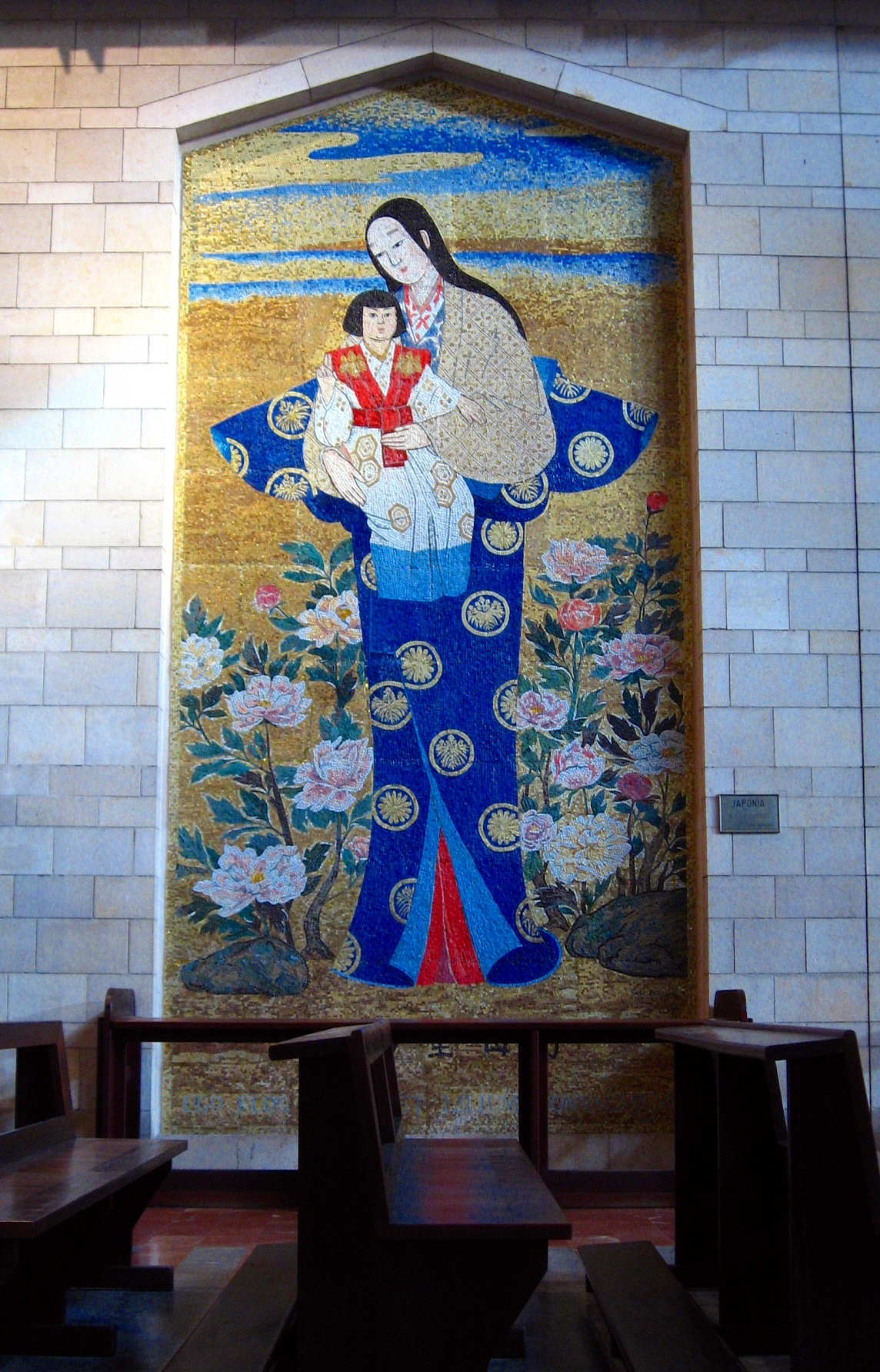
Мозаїка Діви Марії з дитятком Ісусом, виконана у японському художньому стилі (подарунок японських римо-католиків храму Благовіщення в Назареті).

Християнство — одна з головних релігій в Японії, після синтоїзму і буддизму. Воно справило вплив на формування японської освіти та суспільно-політичної думки нового часу. Станом на початок 21 століття в Японії діяло понад 9 тисяч християнських громад, в яких було зареєстровано близько 2,5 млн вірних, 31 грудня 2005 — 31 грудня 2008 років. Найбільшою християнською організацією Японії є Римо-Католицька Церква, яка об'єднує 442 тисяч осіб. 

## Історія

### Проповідь
Християнство з'явилося в Японії в середині 16 століття. Першим місіонером, що проповідував японцям Євангеліє, був баск-єзуїт Франциск Ксав'єр. 1549 року він прибув до південного японського міста Каґошіми, де заснував невелику римо-католицьку общину. Згодом зусиллями єзуїта постали християнські осередки в Ямаґуті та Кіото. Протягом 1560 — 1580-х років члени Товариства Ісуса керували християнізацією Японських островів. Незважаючи на сильну опозицію буддистського духівництва та Імператорського двору, єзуїтів підтримували японські регіональні володарі, такі як Отомо Сорін та Ода Нобунаґа. Християнська проповідь була особливо успішною на острові Кюсю та в столичному регіоні Кінкі. На кінець 16 століття в Японії нараховувалося близько 300 тисяч християн.

### Заборона
1587 року об'єднувач Тойотомі Хідейосі заборонив перебування місіонерів в країні і розпочав утиски віруючих. 1597 року він розіпнув на хрестах 26 християн за порушення наказу. Репресивну політику продовжив його політичний наступник Токуґава Ієясу, засновник сьоґунату Едо. 1612 року він заборонив сповідування християнства у своїх володіннях, а 1614 року поширив цю заборону на всю Японію. Руйнація церков та масові показові страти змусили християн перейти в підпілля. 1637 року частина підпільників організувала антурядове повстання в Сімабарі, що було жорстоко придушене військами сьоґунату. 1639 року, після серії указів Токуґави Хідетади і Токуґави Ієміцу, Японія розірвала стосунки з європейськими країнами і вступила в епоху ізоляції від Заходу. Відтоді Заборона на християнство в Японії діяла понад 250 років. Більшість християн була страчена або обернена у буддизм силою.

### Відновлення

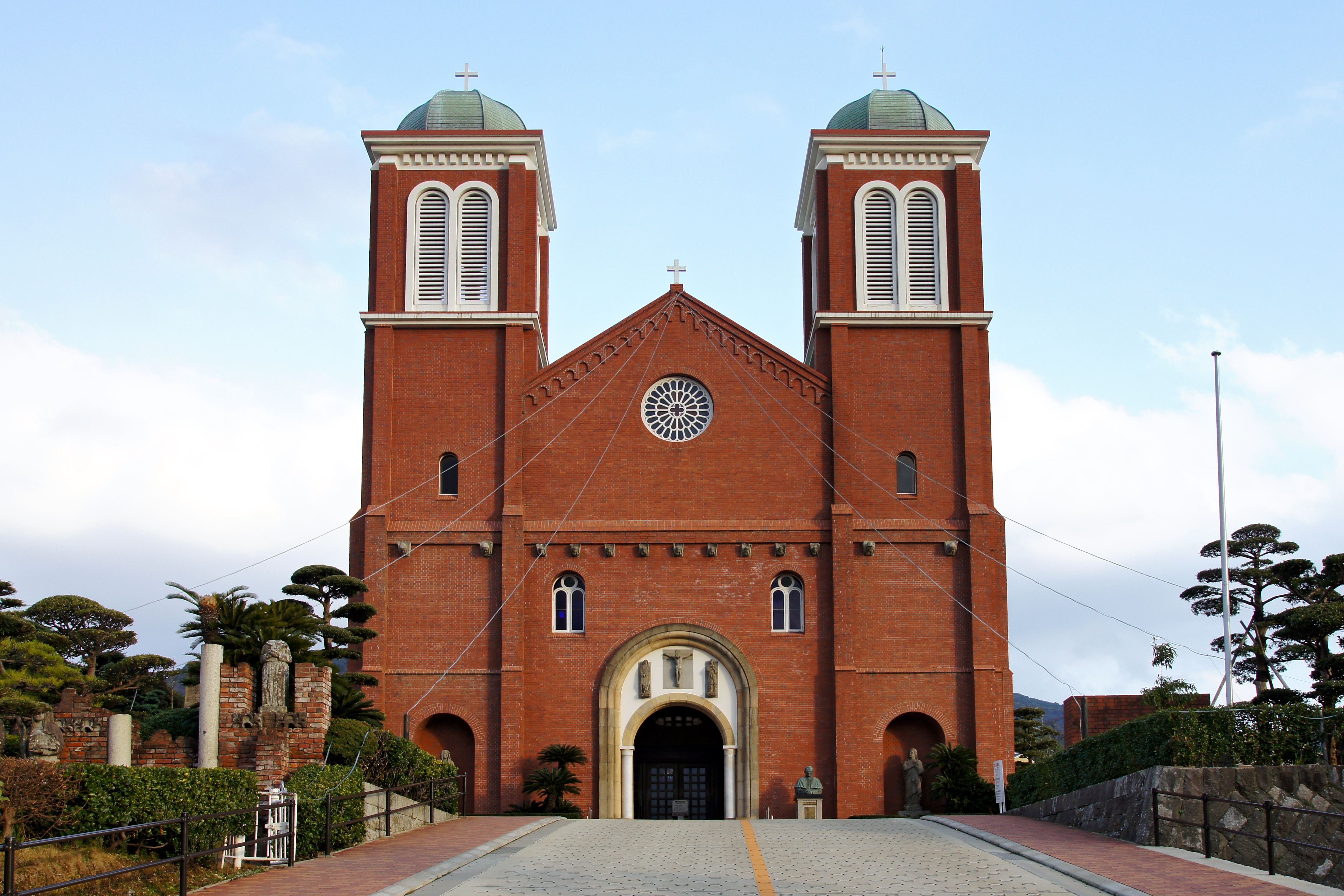
Собор Уракамі в Наґасакі, відбудований після ядерного бомбардування.

1859 року, після укладання Японією Ансейських договорів, християнські місіонери знову отримали право відвідувати країну як іноземні громадяни. Проте заборона на сповідування християнства японцями не була знята. Так, 1865 року в районі Оура міста Наґасакі французька католицька місія збудувала церкву, яку потайки відало[незрозуміло] декілька підпільних християн. Контакт із віруючими було відновлено, однак місцева влада виявила їх і стратила. Репресії тривали навіть після реставрації Мейдзі 1868 року, коли Японія ступила на шлях модернізації та вестернізації. У 1868 і 1870 роках уряд провів показові страти японських християн в Наґасакі, що викликало осуд європейських держав та США. Лише 1873 року, під тиском ззовні, японська влада зняла заборону з християнства, дозволивши вільно проповідувати і сповідувати його.
Наприкінці 19 століття в Японії діяли Римо-Католицька Церква, протестантський Союз християнських церков Японії, Англіканська церква та Російська православна церква. Майже всі проповідники були вихідцями з Європи та США. Під впливом протестантських течій зародилися місцеві сектантські організації, які увібрали в себе елементи християнства.

### Внесок
Християнство справило великий вплив на формування японської суспільно-політичної думки нового часу. Зокрема, християнські ідеї любові, милосердя до ближнього, свободи і рівності сприяли виникненню японського лібералізму, а згодом — парламентаризму. Зусиллями християнських проповідників постала новітня японська система освіти. Японські християни були основним рушієм в громадських рухах за заборону пияцтва та проституції. Завдяки християнським організаціям в Японії були створені численні благочинні товариства, лікарні, центри інвалідів, дитячі будинки, тощо.

## Християни
- Конісі Юкінаґа — самурайський полководець
- Со Йосітосі — самурайський полководець
- Омура Сумітада — самурайський полководець